# Smart Fortwo
Smart Fortwo — це мікроавтомобілі, що виробляються концерном Daimler з 1998 року. В перекладі Smart означає «Розумник».

## Smart Fortwo I (MC 01) (1998—2007)
Модель Smart (заводський індекс C 450) була вперше представлена на автосалоні у Франкфурті в 1997 році. Автомобіль виробляється у французькому місті Амбаш з 1998 року. Модель назвали Smart City Coupe, назву на теперішню змінили у 2003 році, разом із фейсліфтінгом.
Автомобіль оснащений трьохциліндровим двигуном з турбонаддувом об'ємом 0,6 л потужністю 45 к.с. з уприскуванням палива. Двигун розташовується ззаду і приводить в рух задні колеса. Також випускалася модифікація з збільшеною потужністю до 55 к.с. Максимальна швидкість 135 км/год.
У листопаді 1999 року модельний ряд був доповнений модифікацією з трициліндровим дизельним двигуном з турбонаддувом і прямим уприскуванням об'ємом 0,8 cdi потужністю 41 к.с.
Пропонується шестиступінчаста коробка передач Softouch із змінним передавальним відношенням і електричним зчепленням. У стандартну комплектацію входять ABS, система динамічної стабілізації, противобуксовочная система, «краш-менеджер», травмобезпечна рульова колонка, подушки безпеки для водія і пасажира.
Прем'єра кабріолета (заводський індекс A 450) — вересень 1999 року.
У 2002 році модель оновили, змінивши фари головного світла, та оснащення.

Smart city-coupé (MC 01 Тип 450) (1998-2002)
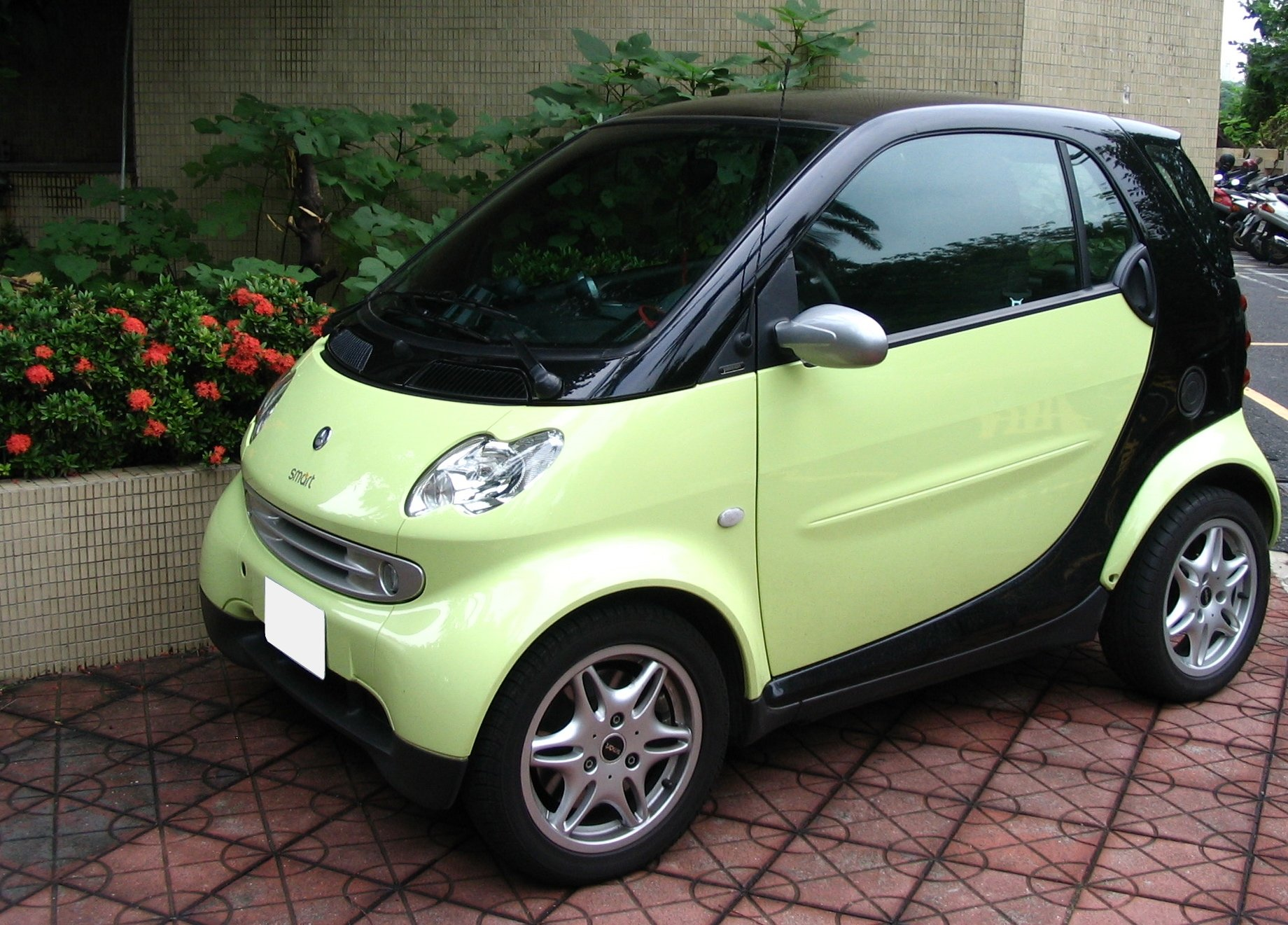
Smart city-coupé (MC 01 Тип 450 Фейсліфт) (2002)

### Фейсліфтинг
У січні 2003 року Smart (заводський індекс C 450) був переглянутий вдруге, автомобіль отримав назву Smart Fortwo і збільшений бензиновий двигун об'ємом 698 см3, потужністю 50 к.с. або 61 к.с. і систему ESP. що гальмує окремі колеса. Шасі переглянуте і висота посадки розміщена на 10 мм вище.
Коефіцієнт аеродинамічного опору автомобіля становить 0,37.

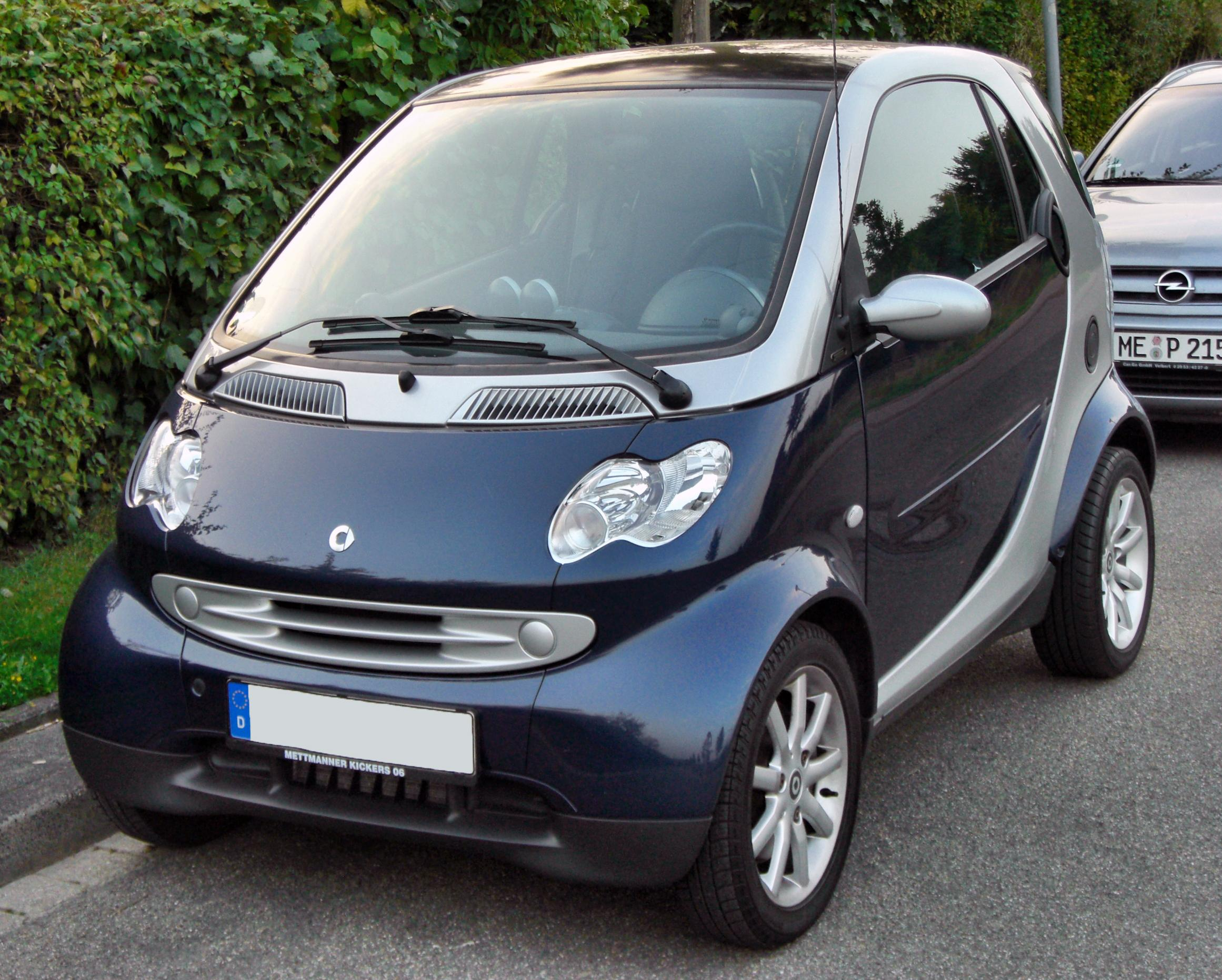
Smart Fortwo (MC 01 Тип 450 2-ге покоління) (2003-2007)
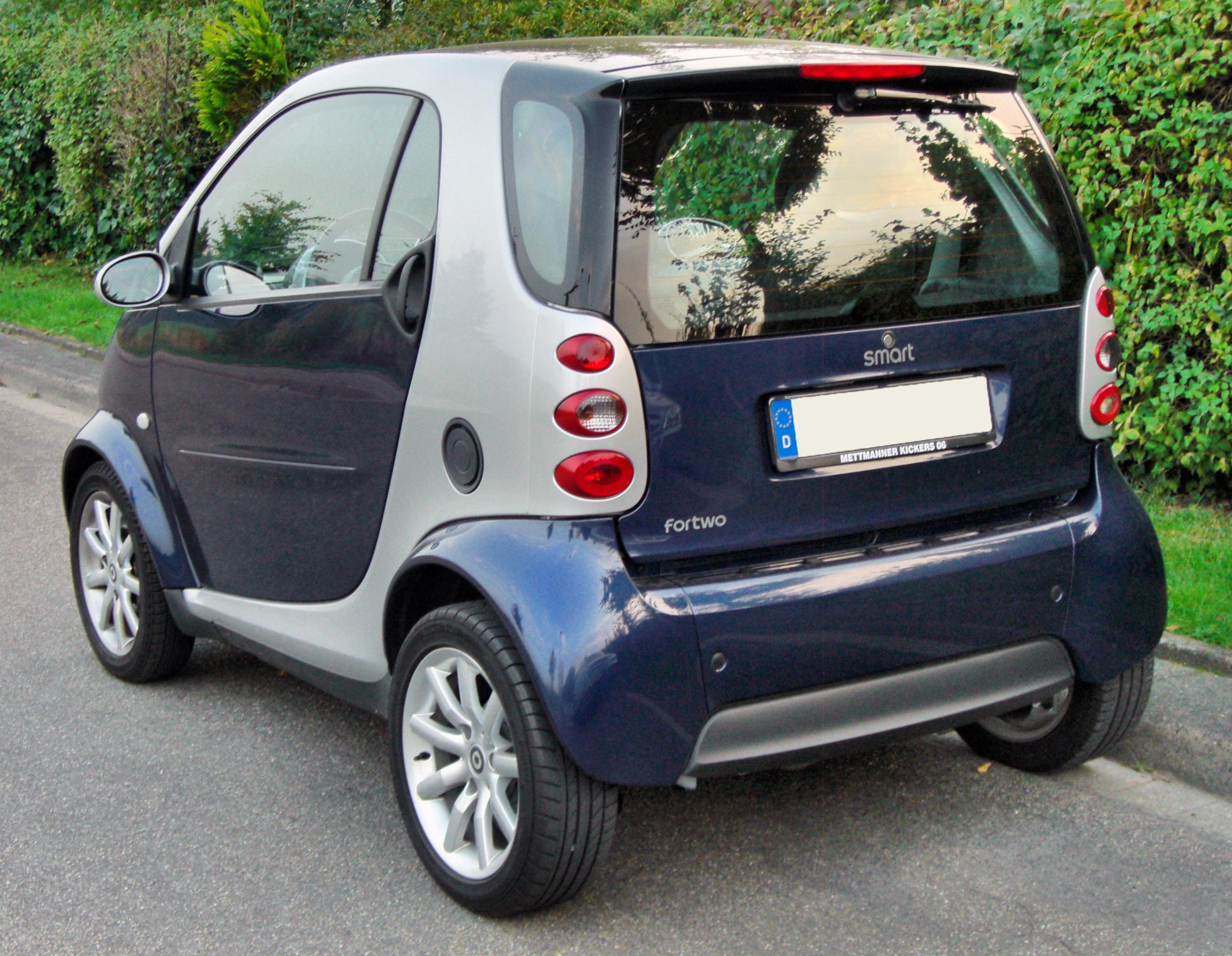
Smart Fortwo (MC 01 Тип 450 2-ге покоління) (2003-2007)
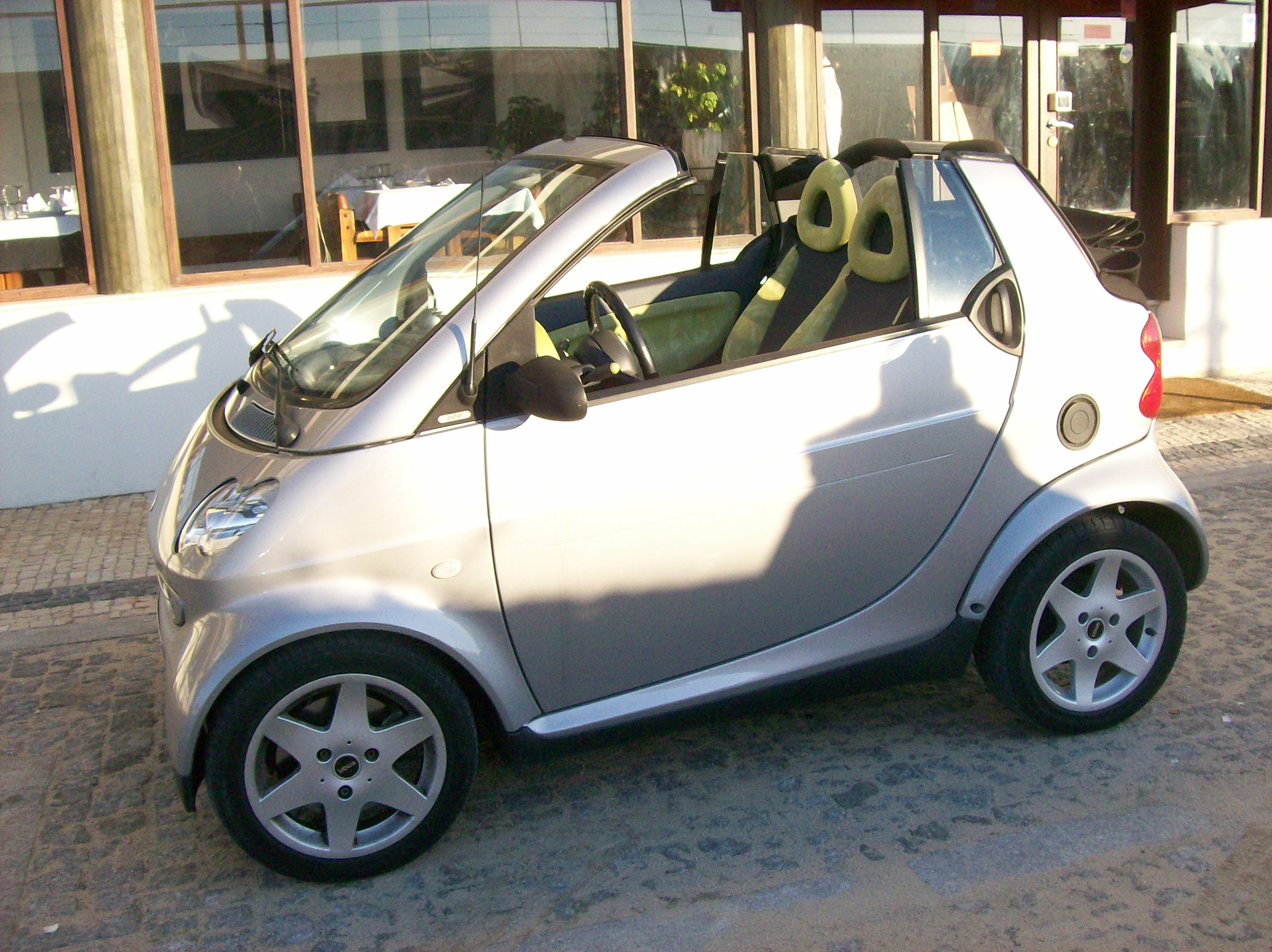
Smart Fortwo Cabrio (2003-2007)

### Smart K
Smart K - спеціальна модель призначена для ринку Японії, де існують спрощені вимоги до реєстрації (наприклад, для стоянок в столичній місцевості непотрібно паркомісце місця, низькі податки) для невеликих автомобілів з двигуном до 660 см3 (Kei-Cars).
Smart K відрізняється від Fortwo Coupe меншою шириною 1470 м (1,510 м Fortwo), вагою 750 кг (770 кг Fortwo) і двигуном лише 598 см3. Він не доступний як кабріолет. Все інше не відрізняються від звичайного Fortwo.
Продажі Smart K були припинені в 2004 році.

### Будова автомобіля

#### Кузов

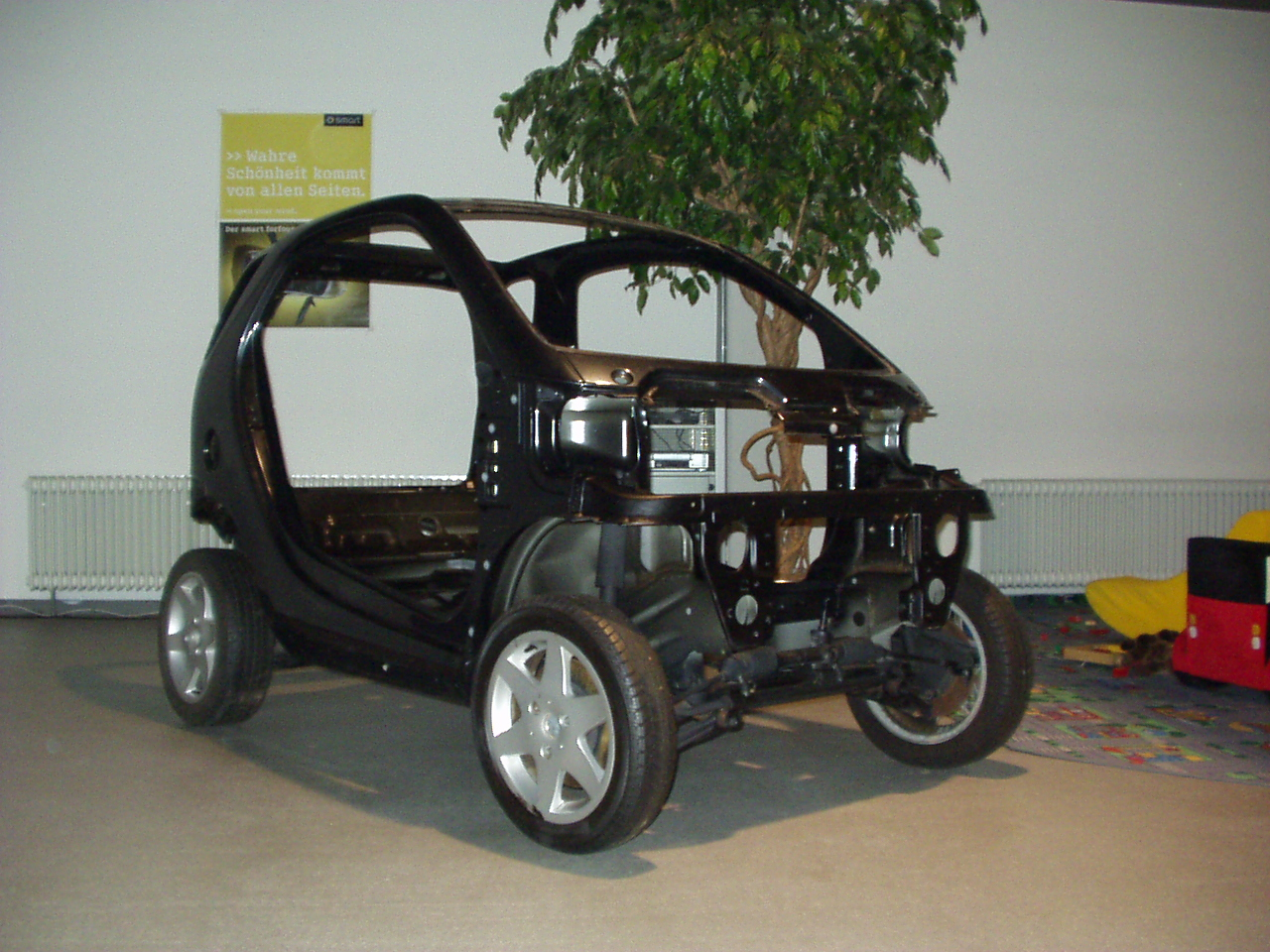
Силовий каркас кузова Smart

Сталевий несучий каркас однооб'ємного компонування, що представляє собою жорстку, міцну капсулу безпеки Tridion (чорного або сріблястого кольору) поставлявся зі змінними пластиковими кузовними панелями кількох кольорів:
- jack black (Чорний Джек)
- mad red (Божевільний червоний)
- hello yellow (Привітний жовтий)

У січні 1999 року почався випуск змінних панелей трьох нових кольорів:
- true blue metallic (Істинно синій металік)
- aqua orange (Аква помаранчевий)
- aqua green (Аква зелений)

#### Трансмісія
6-ти ступінчаста роботизована коробка передач Softouch із змінним передавальним відношенням і електричним зчепленням. Мала як повністю автоматичний, так і «ручний» режим, при якому передачі перемикаються переміщенням важеля вперед-назад. Також як опція було доступно перемикання передач за допомогою кнопок на кермі.

#### Підвіска і гальма

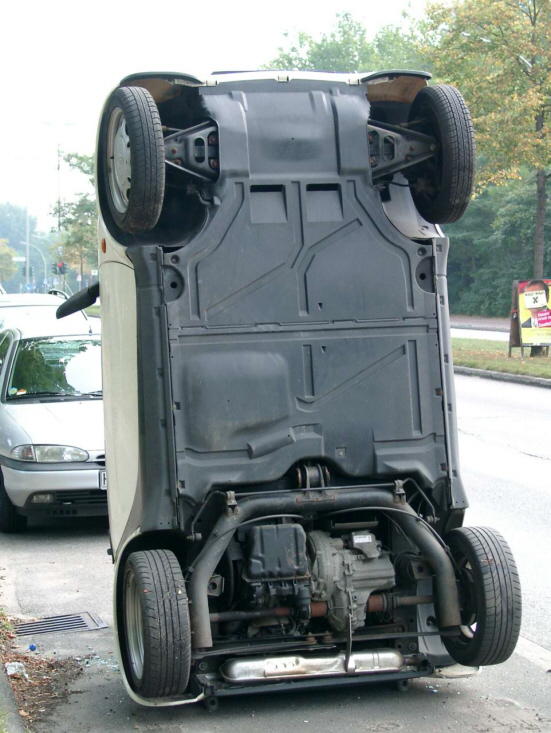
Днище автомобіля Smart Fortwo

- Передня підвіска складається з:
  - поперечної, листової ресори
  - трикутного, поперечного важеля
  - поперечного стабілізатора
- Задня підвіска складається з:
  - шарнірних важелів
  - гвинтових пружин
  - поперечного стабілізатора
- Передні гальма:
  - дискові
- Задні гальма:
  - барабанні
- Розмір шин: перед — 145/65R15, зад — 185/60R15

#### Безпека
Автомобіль Smart City Coupe розроблявся за стандартами безпеки компанії Mercedes-Benz і включає в свою конструкцію наступні елементи:
- дві фронтальні подушки безпеки
- дві бічні подушки безпеки (Опція)
- рульова колонка, що безпечно складається
- технологія сендвіч-платформи
- капсула безпеки tridion
- сидіння з інтегрованими ременями безпеки
- система фіксації ременів безпеки
- пристрій натягу ременів безпеки з обмеженням сили
- система розподілу гальмівних зусиль (EBD)

Паливний бак розташований під днищем автомобіля. Це гарантує безпеку при ударі ззаду. Також мала довжина автомобіля гарантує, що інший автомобіль, який бере участь в зіткненні, обов'язково зачіпає одне з коліс smart, при цьому підвіска автомобіля поглинає енергію удару і розподіляє її по днищу.

### Технічні характеристики
| Двигун                | 0.6 (45)   | 0.7 (50)   | 0.7 (60)   | 0.7 BRABUS | 0.8 CDI    |
| Об'єм                 | 599 см³    | 698 см³    | 698 см³    | 698 см³    | 799 см³    |
| Потужність            | 45 к.с.    | 50 к.с.    | 61 к.с.    | 75 к.с.    | 41 к.с.    |
| Крутний момент        | 70 Нм      | 80 Нм      | 95 Нм      | 110 Нм     | 100 Нм     |
| Привід                | задній     | задній     | задній     | задній     | задній     |
| Розгін 0-100 км/год   | 18,9 с     | 18,3 с     | 15,5 с     | 12,3 с     | 19,8 с     |
| Максимальна швидкість | 135 км/год | 135 км/год | 135 км/год | 150 км/год | 135 км/год |
| Витрати пального      | 4,9 л      | 4,7 л      | 4,7 л      | 5,5 л      | 3,4 л      |

## Smart Fortwo II (2007—2014)
У березні 2007 року представлене друге покоління Smart Fortwo (заводський індекс: C 451, для купе; A 451, для кабріолета). Майже вся конструкція була перероблена, на 90% частини нові, включаючи новий 3-циліндровий бензиновий двигун 1,0 л створений на основі двигуна Mitsubishi 3B2 та нову п'ятиступінчату коробку передач, яка повинна працювати набагато м'якше, ніж попередня шестиступенева коробка передач. Крім Європи ця модель почала продаватись на ринку США.
Завдяки довшій колісній базі був покращений комфорт їзди, але тепер неможливо здійснити поперечну парковку через збільшену довжину.

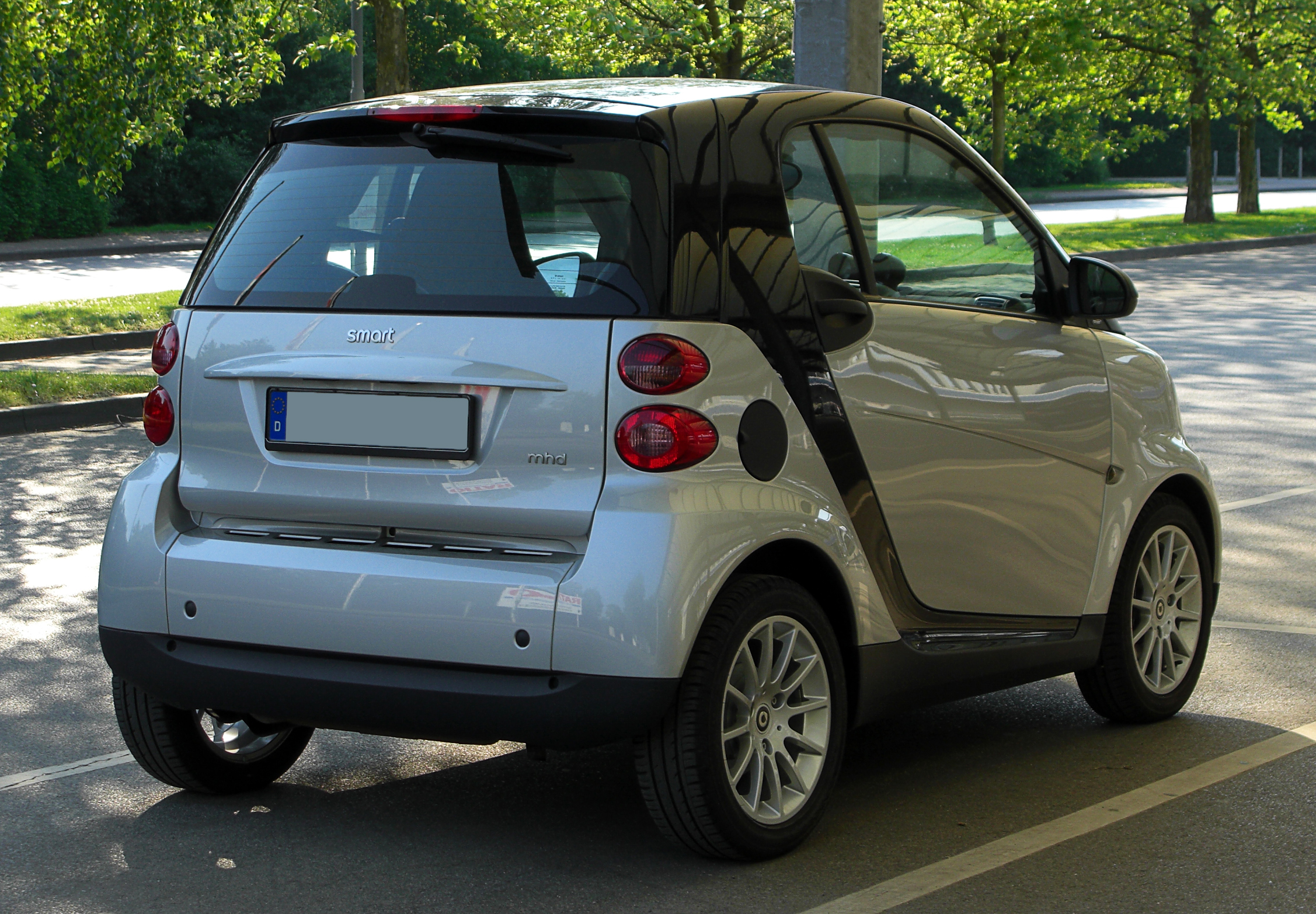
Smart Fortwo (C 451, 2007-2010)
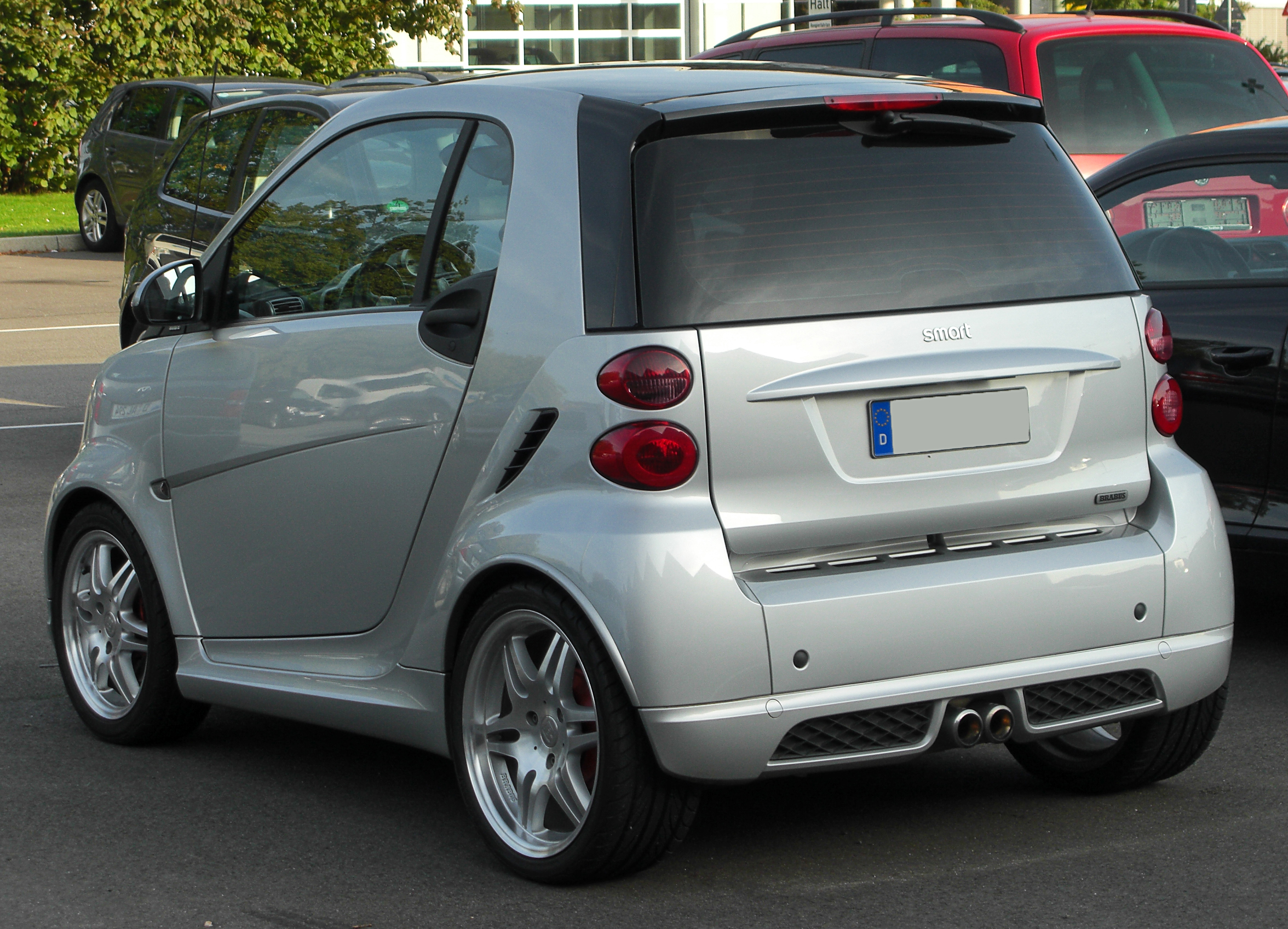
Smart Fortwo Brabus
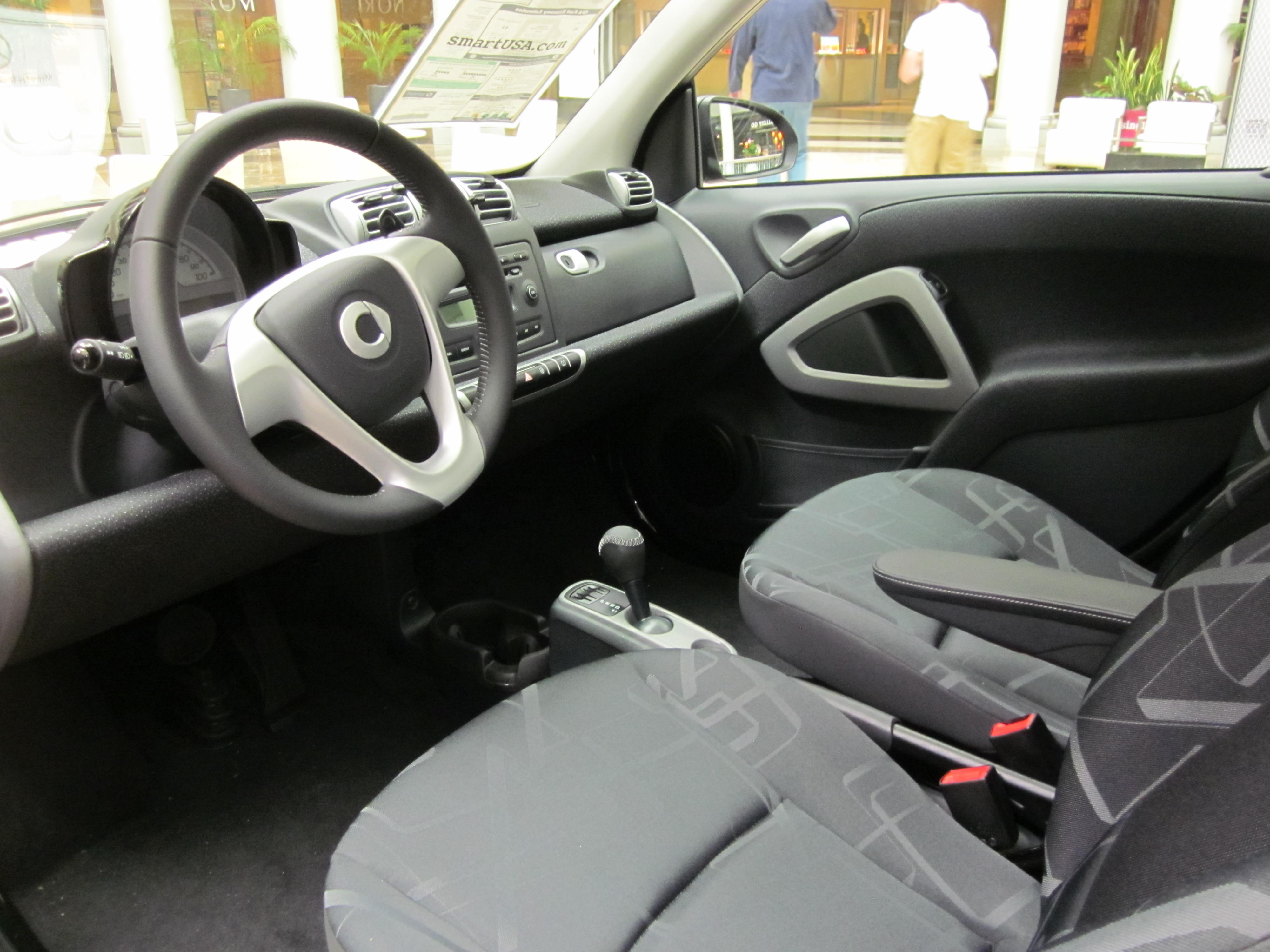

Восени 2010 року модель оновили.

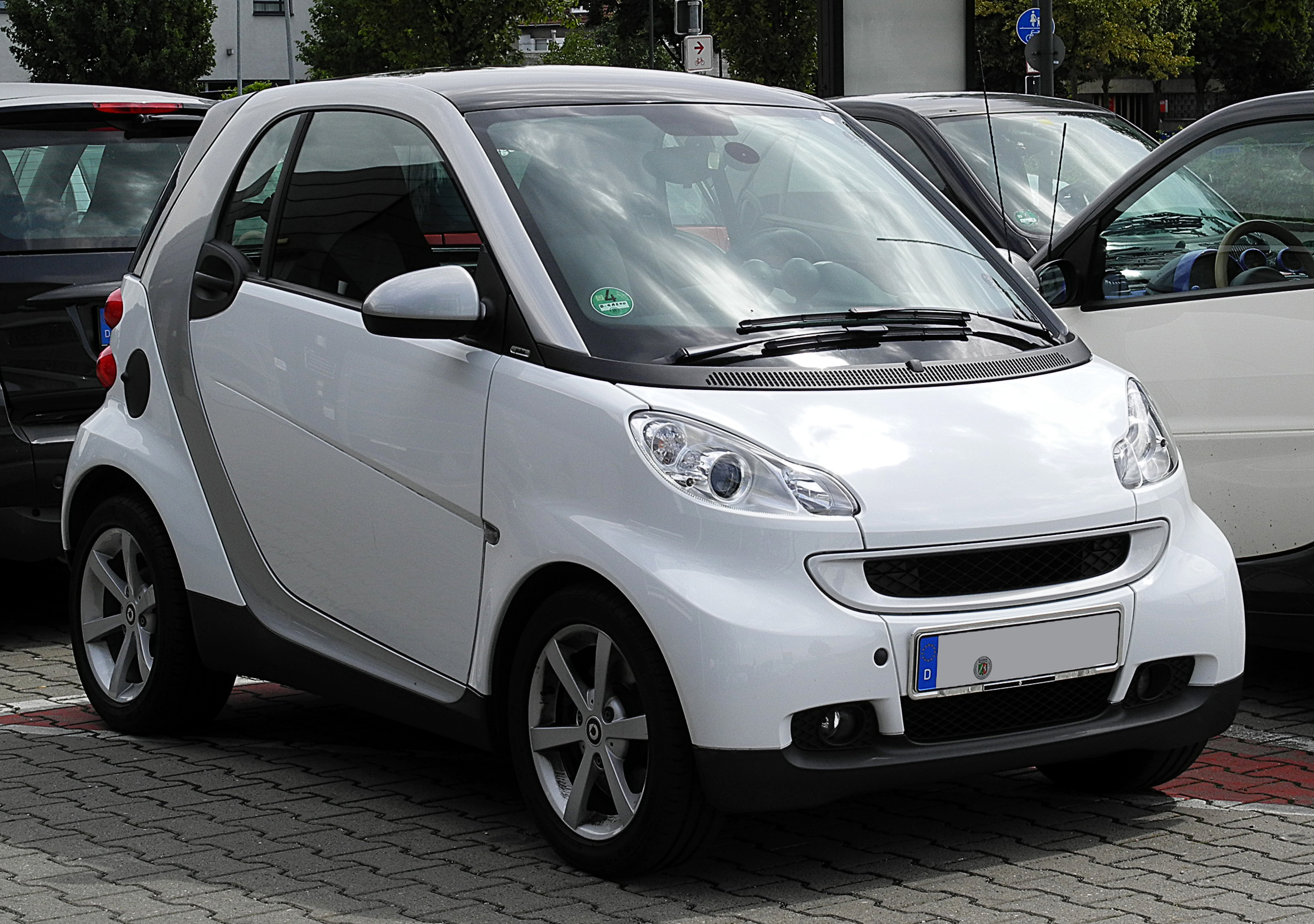
Smart Fortwo (C 451, 2010–2012)
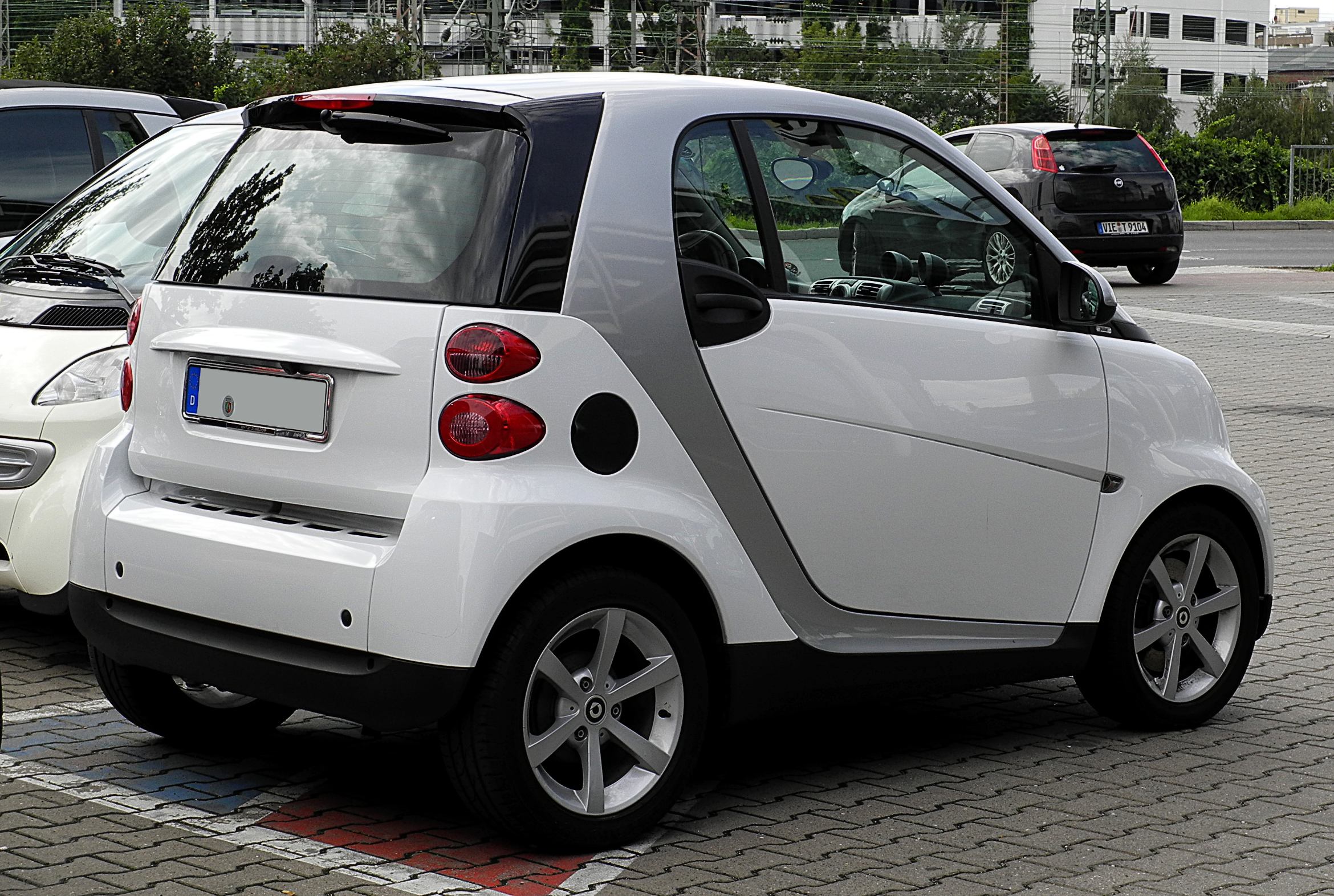
Smart Fortwo (C 451, 2010–2012)

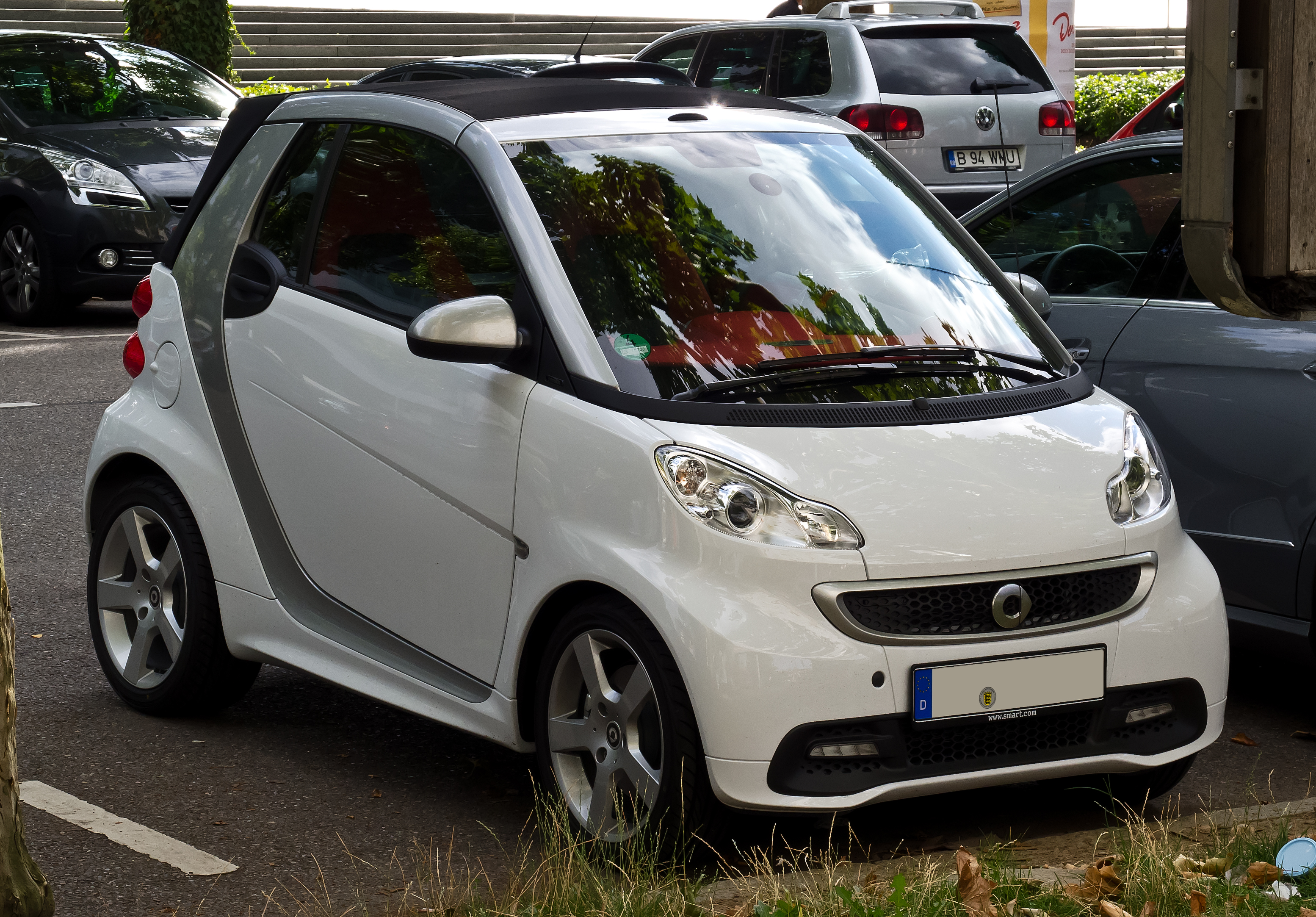
Smart Fortwo (A 451, 2012–2014)

12 травня 2012 року в продажі з'явився оновлена вдруге модель.

### Технічні характеристики[1]
| Двигун                | 1.0        | 1.0        | 1.0 turbo  | 1.0 BRABUS | 0.8 CDI    |
| Об'єм                 | 999 см³    | 999 см³    | 999 см³    | 999 см³    | 799 см³    |
| Потужність            | 61 к.с.    | 71 к.с.    | 84 к.с.    | 102 к.с.   | 55 к.с.    |
| Крутний момент        | 89 Нм      | 92 Нм      | 120 Нм     | 147 Нм     | 130 Нм     |
| Привід                | задній     | задній     | задній     | задній     | задній     |
| Розгін 0-100 км/год   | 16,7 с     | 13,3 с     | 10,9 с     | 8,9 с      | 16,8 с     |
| Максимальна швидкість | 145 км/год | 145 км/год | 145 км/год | 155 км/год | 135 км/год |
| Витрата палива        | 4,3 л      | 4,4 л      | 4,9 л      | 5,2 л      | 3,4 л      |

## Smart Fortwo III (2014—2024)

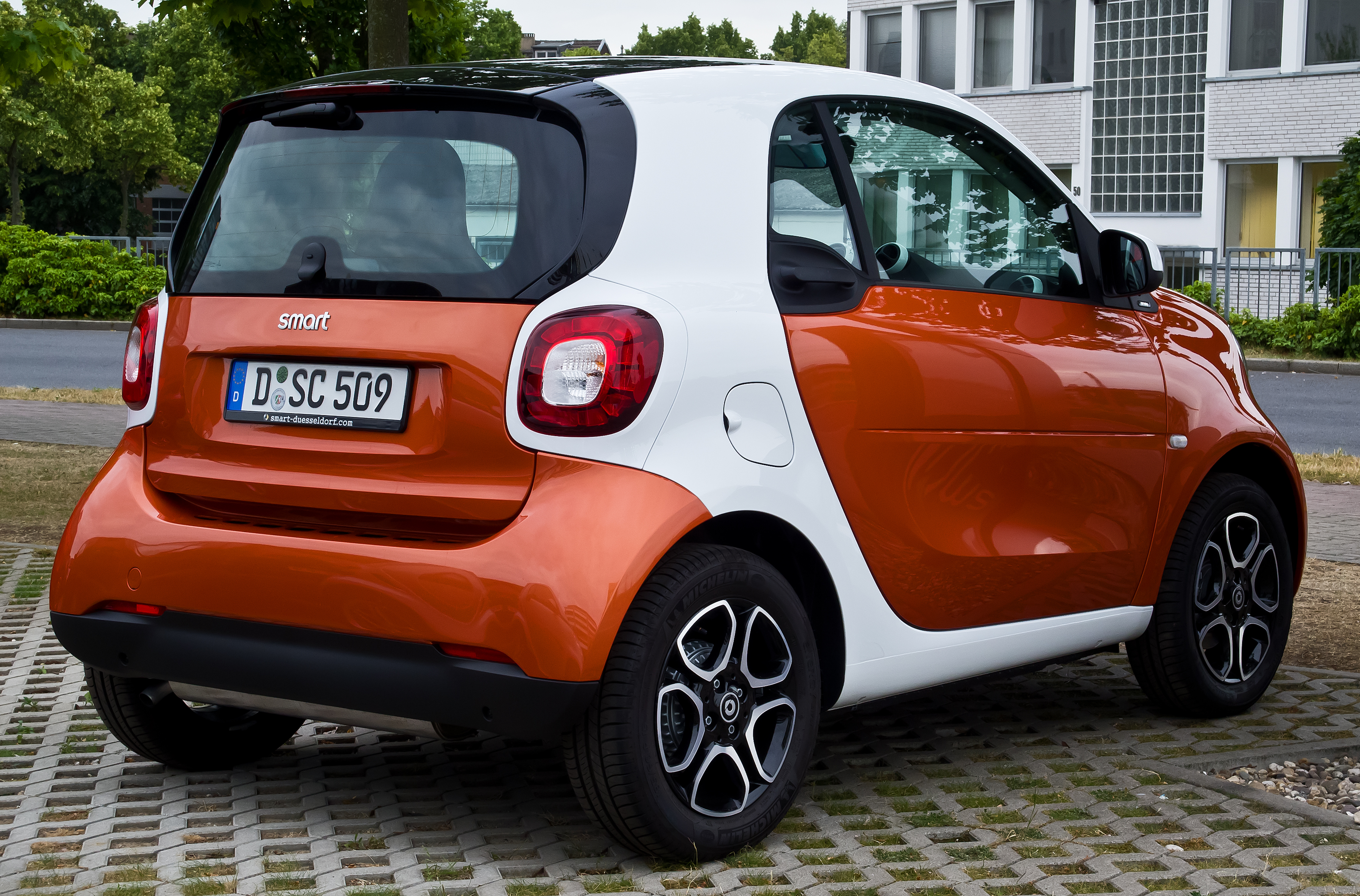
Smart Fortwo III

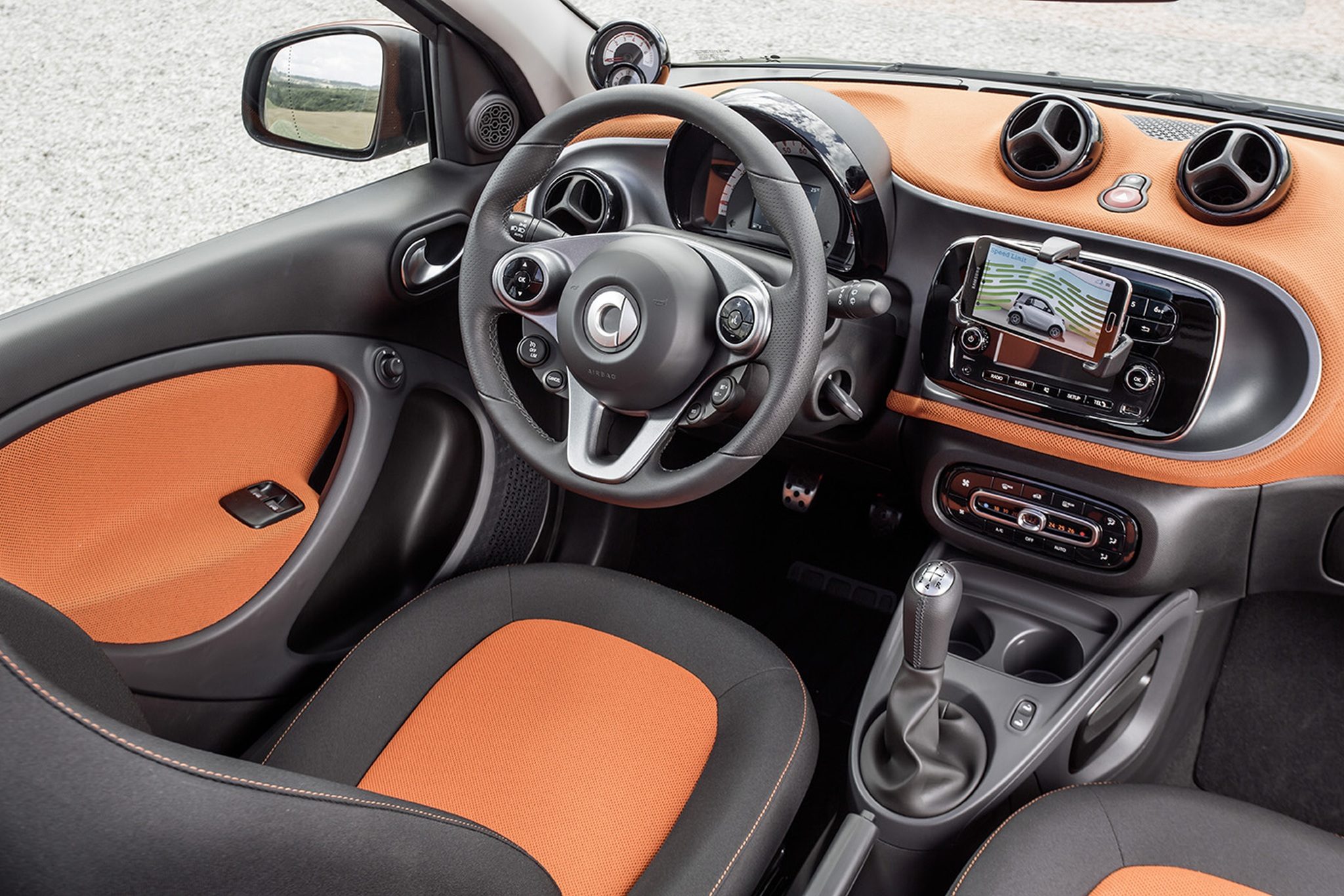
Салон Smart Fortwo III

У 2014 році дебютує Smart Fortwo третього покоління збудований на спільній задньомоторній платформі концернів Daimler і Renault, разом з новими Smart Forfour і Renault Twingo. На вибір пропонуються два бензинових мотори — атмосферний трициліндровий об'ємом 1,0 л потужністю 70 к.с. (91 Нм) і наддувний двигун 0,9 л потужністю 90 к.с. (135 Нм).
Останнє покоління даного автомобіля стало більшим та ширшим. Довжина авто — 2695 мм. Його розміри дозволяють йому бути дуже маневреним при паркуванні. Сучасний Smart отримав більш окреслені контури капоту та просторіший інтер'єр. У 2015 році увазі публіки була представлена модель з відкидним верхом. Якщо згадати, що існує і двомісний хетчбек, як би дивно це не звучало, то лінійку даного автомобіля можна вважати досить поширеною. ForTwo використовує скорочену версію тієї ж платформи (базова архітектура автомобіля), що і новий Renault Twingo. Довша версія платформи була використана при створенні Smart ForFour.   
Салон ForTwo відповідає загальним тенденціям збільшення. Повністю оновлена приладова панель обшита текстурованою тканиною, а топові моделі можуть похвалитись і наявністю сучасного 7-дюймового екрану інформаційно-розважальної системи. Сидіння з підігрівом, місткі відсіки для зберігання особистих речей, панорамний дах та круїз-контроль — доступні покупцям в залежності від обраної ними Passion, Prime або Proxy комплектації. Базова модель запропонує: систему круїз-контролю, клімат-контроль та 15-дюймові литі диски коліс. Компанія витратила чимало часу для удосконалення систем безпеки та загальної надійності автомобіля. За словами розробників, нова платформа робить маленький Smart майже таким же надійним, як і Mercedes C-Class, навіть при загрозі фронтального зіткнення.

### Electric Drive / EQ

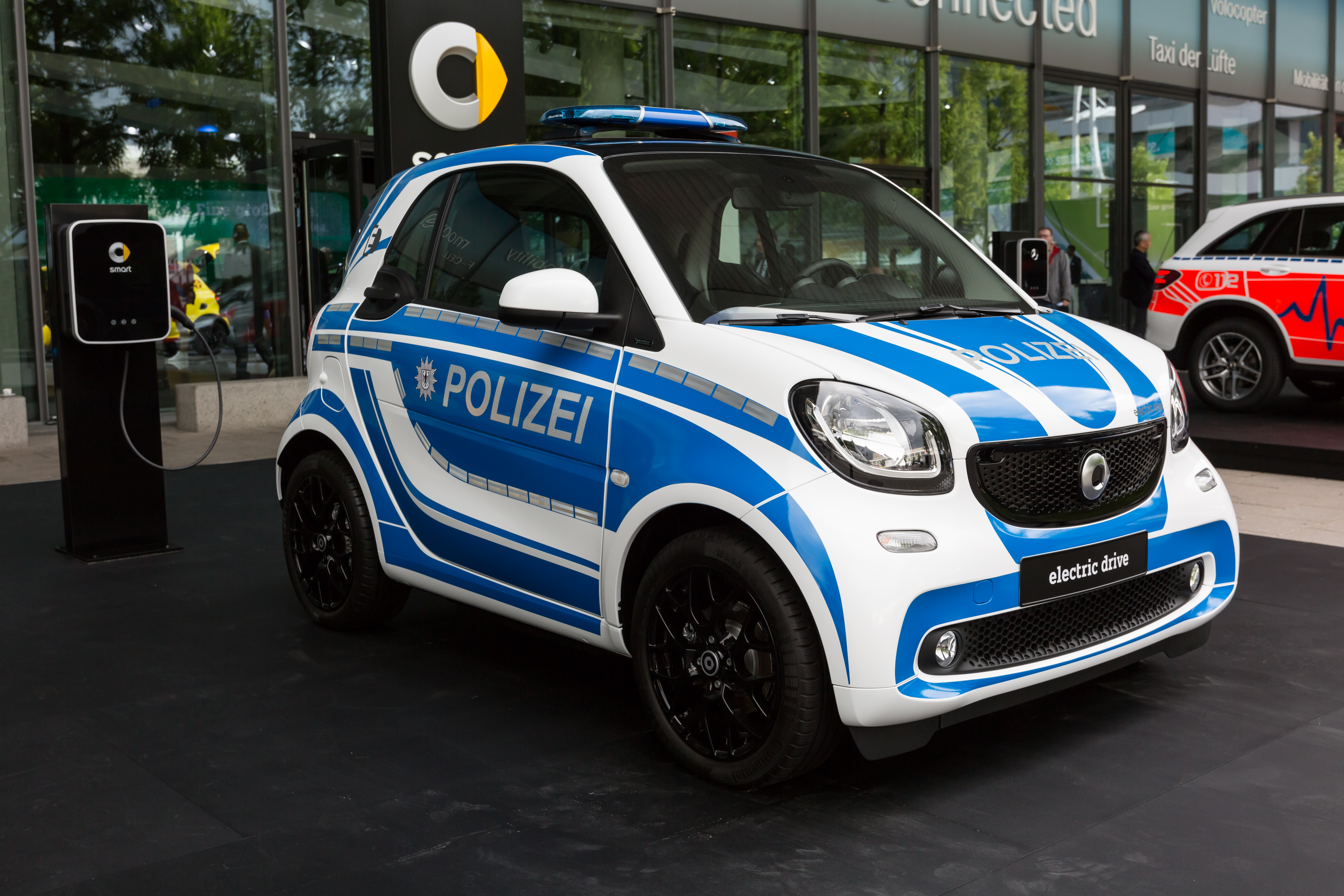
Smart Fortwo Electric Drive

В березні 2017 року на ринок вийшов електрокар Smart Fortwo Electric Drive. Автомобіль комплектується електродвигуном потужністю 60 кВт (82 к.с., 160 Нм). Ємність батареї становить 17,6 кВт•год. Максимальна швидкість - 130 км/год. Запас ходу - 140-159 км в циклі NEDC.
Після модернізації в 2018 році модель отримала назву Smart EQ Fortwo.

### Двигуни
- 1.0 л M281 E10 R Р3 61 к.с.
- 1.0 л M281 E10 Р3 71 к.с.
- 0.9 л M281 E09 LA turbo Р3 90 к.с.
- 0.9 л M281 E09 LA turbo Р3 109 к.с. (Brabus)
- 0.9 л M281 E09 LA turbo Р3 125 к.с. (Brabus Ultimate 125)
- 66 кВт синхронний електродвигун потужністю 81 к.с.